# Kurt Guggenheim
Kurt Guggenheim (* 14. Januar 1896 in Zürich; † 5. Dezember 1983 ebenda) war ein Schweizer Schriftsteller.

## Leben
Kurt Guggenheim stammte aus einer jüdischen Kaufmannsfamilie. Auf Drängen des Vaters Hermann Guggenheim erlernte auch er den Kaufmannsberuf, arbeitete in Le Havre in einer Kaffee-Importfirma und übernahm nach dem Tod des Vaters dessen Unternehmen, das ihm in den folgenden Jahren der Weltwirtschaftskrise entglitt und bankrottging.
Er arbeitete dann eine Weile als Werbetexter, Redaktor und Antiquar, bis er sich ganz der Schriftstellerei zuwandte. Als sein Romanerstling Entfesselung erschien, war er 39 Jahre alt. Mit Riedland, einem Roman um die Erdölbohrungen im Riedgebiet am oberen Zürichsee, gelang ihm 1938 der Durchbruch. Nebst seinen Romanen verfasste er auch eine Reihe von Theaterstücken und war (Co-)Autor von Film-Drehbüchern, etwa von Wachtmeister Studer und Wilder Urlaub (nach seinem gleichnamigen Roman).
Prägend für den jungen Guggenheim war die Liebe zu Eva Hug – der späteren Ehefrau seines Schriftstellerkollegen Albert J. Welti –, die er (vermutlich wegen antisemitischer Einstellung der Familie Hug) nicht heiraten durfte. Diese Liebe wurde im Werk mehrfach verarbeitet, etwa in Alles in Allem oder in Die frühen Jahre. 1939 heiratete er die verwitwete Gertrud Schlozer.

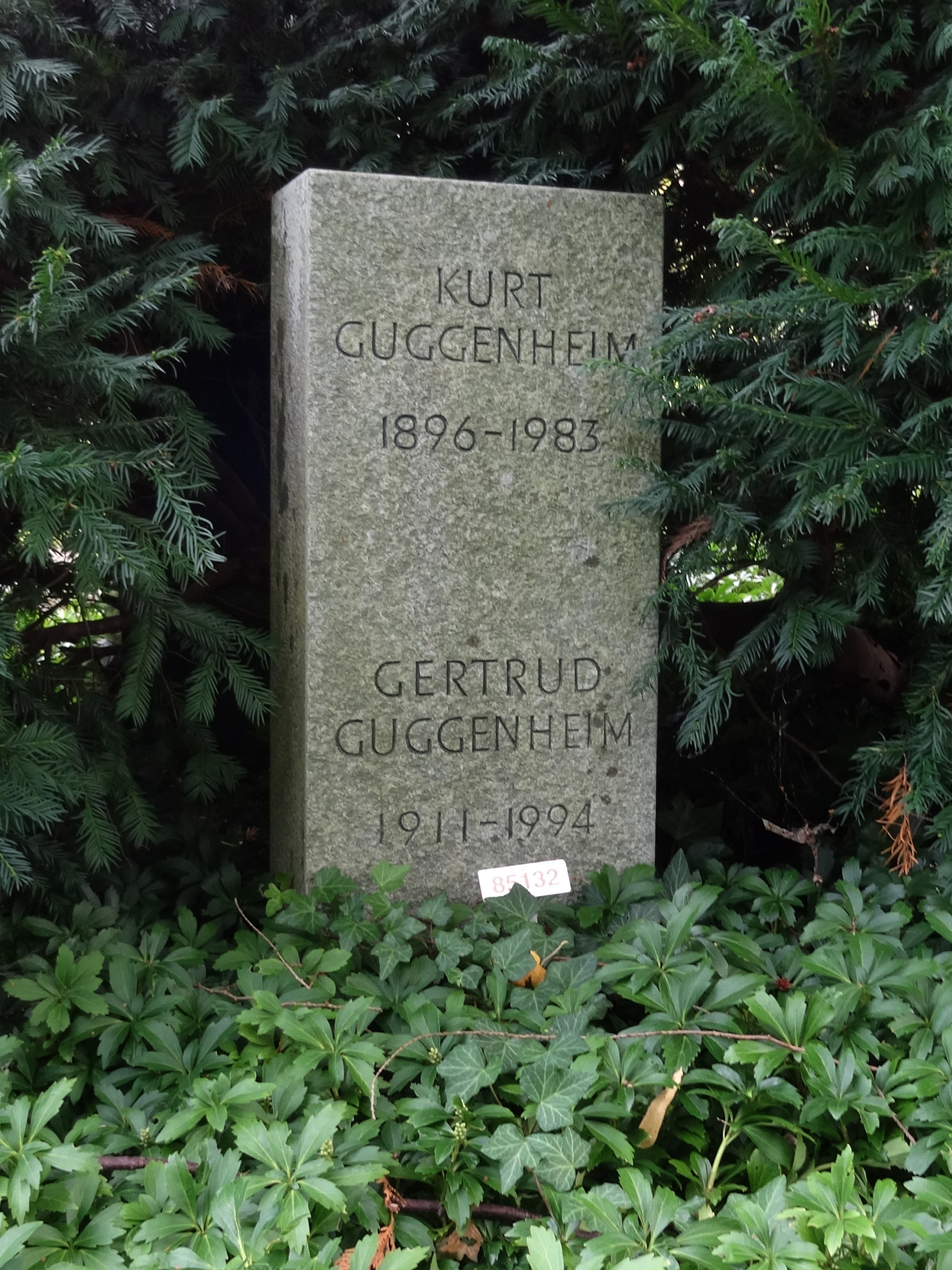
Grab, Friedhof Rehalp, Zürich

Im Ersten Weltkrieg trat Guggenheim im Zusammenhang mit den religiös-sozialen Ideen des Schweizer Theologen Leonhard Ragaz für pazifistische Ideale ein und erwog Dienstverweigerung. Im Zweiten Weltkrieg trat er freiwillig wieder in die Schweizer Armee ein, aus der er (wegen Insolvenz!) ausgeschlossen worden war. In seinem Roman Wir waren unser vier verarbeitete er seine Erlebnisse während der Grenzbesetzung im Zweiten Weltkrieg, dazu seine Begegnung mit Albin Zollinger. Ein weiteres wichtiges Thema ist die Auseinandersetzung mit dem Judentum. 
Der Vater war überangepasst, verleugnete sein Jüdischsein beinahe. In den ersten Jahrzehnten des 20. Jahrhunderts wanderten viele Juden aus Osteuropa ein und brachten ein ganz anderes Judentum nach Zürich als das der alteingesessenen jüdischen Familien, aus denen Guggenheim stammte. Diese jüdischen Milieus in Zürich werden in seinem Hauptwerk, der Roman-Tetralogie Alles in Allem, beschrieben.
Für Guggenheims intellektuelle Entwicklung besonders wichtig war die Beschäftigung mit Leben und Werk Jean-Henri Fabres, durch die erwähnte Biologin Eva Welti-Hug vermittelt. Dabei gelangen ihm ausgezeichnete deutsche Übersetzungen des «Homer der Insekten», die später unter dem Titel Das offenbare Geheimnis veröffentlicht wurden. Mit der romanhaften Annäherung Sandkorn für Sandkorn 1959 setzte er dem grossen französischen Entomologen zudem ein literarisches Denkmal. Seit 1967 war er Mitglied der Deutschen Akademie für Sprache und Dichtung.
Guggenheim hat sich selbst mehrfach als «Lokalschriftsteller» bezeichnet: Er schreibe für die Leute, unter denen er lebe. Sein Nachlass befindet sich in der Zentralbibliothek Zürich. Er fand seine letzte Ruhestätte auf dem Zürcher Friedhof Rehalp.

## Auszeichnungen
- 1942: Conrad-Ferdinand-Meyer-Preis
- 1950: Preis der Schweizerischen Schillerstiftung
- 1955: Literaturpreis der Stadt Zürich (für Alles in Allem)
- 1960: Preis der Schweizerischen Schillerstiftung
- 1981: Schillerpreis der Zürcher Kantonalbank

## Werke

### Prosa, Essays
- Entfesselung. Roman. Schweizer Spiegel, Zürich 1935
- Sieben Tage. Roman. Schweizer Spiegel, Zürich 1936
- Riedland. Roman. Schweizer Spiegel, Zürich 1938
- Wilder Urlaub. Roman. Schweizer Spiegel, Zürich 1941
- Die heimliche Reise. Roman. Artemis, Zürich 1946
- Wir waren unser vier. Roman. Artemis, Zürich 1949
- Alles in Allem. Roman in vier Bänden. Artemis, Zürich:
- * Band 1, 1900–1913. mit acht Original-Lithographien von Hans Falk, 1952
- * Band 2, 1914–1919. mit acht Original-Lithographien von Hans Falk, 1953
- * Band 3, 1920–1932. mit Zeichnungen von Arnold Kübler, 1954
- * Band 4, 1933–1945. mit Zeichnungen von Arnold Kübler, 1955
- Der Frieden des Herzens. Roman. Artemis, Zürich 1956
- Sandkorn für Sandkorn. Die Begegnung mit J.-H. Fabre. Artemis, Zürich 1959
- Die Wahrheit unter dem Fließblatt. Aus dem Tagebuch. Artemis, Zürich 1960
- Heimat oder Domizil? Die Stellung des Deutschschweizer Schriftstellers in der Gegenwart. Artemis, Zürich 1961
- Die frühen Jahre. Bericht. Artemis, Zürich 1962
- Tagebuch am Schanzengraben. Festgabe zum 125-Jahr-Jubiläum der A. Welti-Furrer AG. Mit Zeichnungen von Karl Mannhart. Artemis, Zürich 1963
- Salz des Meeres, Salz der Tränen. Artemis, Zürich 1964
- Das Ende von Seldwyla. Ein Gottfried-Keller-Buch. Artemis, Zürich 1965
- Der goldene Würfel. Roman. Artemis, Zürich 1967
- 125 Jahre Webereimaschinen. Maschinenfabrik Rüti AG, Rüti 1967
- Warum gerade ich? Worte für die Kranken. Artemis, Zürich 1968
- Minute des Lebens. Roman um die Freundschaft zwischen Zola und Cézanne. Artemis, Zürich 1969
- Mignon und Peregrina. Begegnungen. Jacobi, Bremen 1970
- Der heilige Komödiant. Erzählung. Benziger, Zürich 1972  (über Jean Rotrou und Genesius von Rom)
- Gerufen und nicht gerufen. Roman. Benziger, Zürich 1973
- Nachher. Vier Erzählungen. Benziger, Zürich 1974
- Der Labyrinthische Spazierweg. Goethes Reise nach Zürich, nach Stäfa und auf den Gotthard im Jahre 1797. Huber, Frauenfeld 1975
- Alles ist der Rede wert. Worte zum neuen Tag. Huber, Frauenfeld 1977
- Das Zusammensetzspiel. Roman. Huber, Frauenfeld 1977
- Einmal nur. Tagebuchblätter 1925–1980. Drei Bände. Huber, Frauenfeld 1981–1983

### Dramen
- Der heitere Lebensabend. Komödie. Reiss, Basel 1938
- Der sterbende Schwan (Der Untergang der Zweiten Eskader). Schauspiel in drei Akten. Reiss, Basel 1943

### Hörspiele
- Micheli. Schweizer Radio DRS, 1945
- Familie Laederach. Hörspielfolge, DRS 1949–1951

### Filmdrehbücher
- Die missbrauchten Liebesbriefe. 1940
- Das Gespensterhaus. 1940?
- Gilberte de Courgenay. 1941
- Landammann Stauffacher. 1941, mit Richard Schweizer
- Der Schuss von der Kanzel. 1942
- Wilder Urlaub. 1943

### Übersetzungen
- Charles-François Landry: Seeland am Jura. Mit 55 Photographien von Maurice Blanc. Baconnière, Neuchâtel 1943
- François Ody: Im Kampf mit den Kannibalen. Aufzeichnungen eines Arztes. Cheval Aile, Genf 1944
- Charles-François Landry, Pierre Monnerat: Mit der Rebe durch das Jahr. Propagandazentrale für Erzeugnisse der schweizerischen Landwirtschaft, Zürich 1952
- Jean-Henri Fabre: Das offenbare Geheimnis. Aus dem Lebenswerk des Insektenforschers (mit Adolf Portmann). Artemis, Zürich 1961

### Werkausgabe
Herausgegeben von Charles Linsmayer im Huber Verlag, Frauenfeld 1989–2014:
- Band 1: Die frühen Jahre; Salz des Meeres, Salz der Tränen. ISBN 3-7193-0997-5
- Band 2: Riedland; Sandkorn für Sandkorn. ISBN 3-7193-1068-X
- Band 3: Alles in Allem. ISBN 3-7193-1113-9
- Band 4: Minute des Lebens; Der heilige Komödiant. ISBN 3-7193-1196-1
- Band 5: Der goldene Würfel; Das Zusammensetzspiel. ISBN 3-7193-1292-5
- Band 6: Wilder Urlaub; Wir waren unser vier. ISBN 3-7193-1395-6
- Band 7: Entfesselung; Sieben Tage. ISBN 978-3-7193-1522-1
- Band 8: Gerufen und nicht gerufen, Roman; Nachher, vier Erzählungen. ISBN 978-3-7193-1590-0